# Nimrod (album)
Pour les articles homonymes, voir Nimrod (homonymie).
Albums de Green Day
Insomniac
(1995) Warning:
(2000)
Singles
1. Hitchin' a Ride
2. Good Riddance (Time of Your Life)
3. Redundant
4. Nice Guys Finish Last

Nimrod est le cinquième album du groupe punk américain Green Day. Il est sorti en 1997.
Il s'avère plus varié que les albums précédents. On y trouve aussi bien des morceaux rapides et très punks (Nice Guys Finish Last, Platypus (I Hate You), Jinx ou Reject) que des ballades (Worry Rock, Redundant, Walking Alone ou Prosthetic Head) ou encore des morceaux qui diffèrent dans le registre du groupe (Good Riddance (Time of Your Life), Take Back, King for a Day ou Last Ride In).
L'album s'est vendu à deux millions d'exemplaires aux États-Unis et à cinq millions à travers le monde.

## Titres
1. Nice Guys Finish Last - 2:49
2. Hitchin' a Ride - 2:49
3. The Grouch - 2:12
4. Redundant - 3:17
5. Scattered - 3:02
6. All the Time - 2:10
7. Worry Rock - 2:27
8. Platypus (I Hate You) - 2:21
9. Uptight - 3:04
10. Last Ride In - 3:47
11. Jinx - 2:12
12. Haushinka - 3:25
13. Walking Alone - 2:45
14. Reject - 2:05
15. Take Back - 1:09
16. King for a Day - 3:13
17. Good Riddance (Time of Your Life) - 2:34
18. Prosthetic Head - 3:38

## Accueil

### Classements et certifications
| Classement musical                    | Meilleure position |
| ------------------------------------- | ------------------ |
| Allemagne (Media Control AG)          | 31                 |
| Australie (ARIA)                      | 3                  |
| Autriche (Ö3 Austria Top 40)          | 28                 |
| Canada (Canadian Albums Chart)        | 4                  |
| États-Unis (Billboard 200)            | 10                 |
| Finlande (Suomen virallinen lista)    | 40                 |
| France (SNEP)                         | 43                 |
| Nouvelle-Zélande (RIANZ)              | 22                 |
| Pays-Bas (Mega Album Top 100)         | 80                 |
| Royaume-Uni (UK Albums Chart)         | 11                 |
| Royaume-Uni (UK Rock and Metal Chart) | 1                  |
| Suède (Sverigetopplistan)             | 36                 |
| Suisse (Schweizer Hitparade)          | 33                 |

| Pays        | Ventes      | Certifications |
| ----------- | ----------- | -------------- |
| Australie   | 210 000 +   | 3 × Platine    |
| Brésil      | 100 000 +   | Or             |
| Canada      | 200 000 +   | 2 × Platine    |
| Espagne     | 50 000 +    | Or             |
| États-Unis  | 2 000 000 + | 2 × Platine    |
| Japon       | 200 000 +   | Platine        |
| Royaume-Uni | 300 000 +   | Platine        |